# Oude en Nieuwe Broekpolder
Het waterschap Oude en Nieuwe Broekpolder was een waterschap in de gemeenten Naaldwijk en Wateringen, in de Nederlandse provincie Zuid-Holland.
Het waterschap was in 1956 ontstaan uit de Gemeenschappelijke Stoombemaling van den Ouden en den Nieuwen Broekpolder onder Naaldwijk, die op zijn beurt in 1882 was ontstaan uit de twee waterschappen:
- Oude Broekpolder (onder Naaldwijk)
- Nieuwe Broekpolder (onder Naaldwijk)

Het waterschap was verantwoordelijk voor de drooglegging en de waterhuishouding in de polders.

## Zie ook

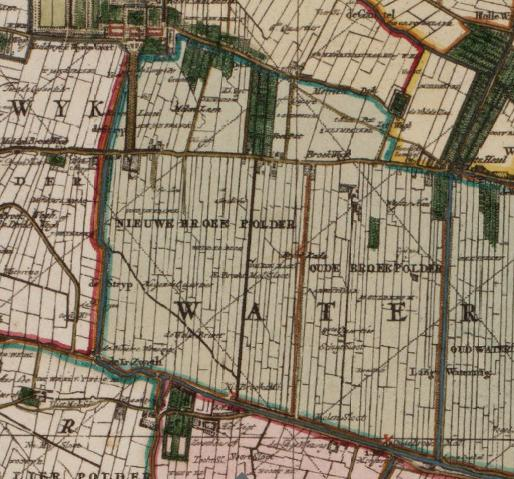
Broekpolders ca. 1712